# Michel de Almeida
Michel de Sousa Fernandes Alcobia de Almeida (ur. 28 września 1974) – portugalski judoka. Dwukrotny olimpijczyk. Zajął dziewiąte miejsce w Atlancie 1996 i siódme w Sydney 2000. Walczył w wadze półlekkiej i lekkiej.
Uczestnik mistrzostw świata w 1995 i 1997. Startował w Pucharze Świata w latach 1991, 1993, 1995-1997, 1999, 2000, 2002 i 2003. Złoty medalista mistrzostw Europy w 2000 i piąty w 1999. Trzeci na uniwersjadzie w 1999 roku.

## Letnie Igrzyska Olimpijskie 1996
| Konkurencja | Eliminacje         | Eliminacje              | Eliminacje       | Eliminacje            | Repasaże                 | Klas. końcowa |
| Konkurencja | Przeciwnik I       | Przeciwnik II           | Przeciwnik III   | 1/4                   | Przeciwnik I             | Miejsce       |
| ----------- | ------------------ | ----------------------- | ---------------- | --------------------- | ------------------------ | ------------- |
| 65 kg       | José Pérez (PUR) Z | Francesco Giori (ITA) Z | Taro Tan (CAN) Z | Udo Quellmalz (GER) P | Israel Hernández (CUB) P | 9.            |

## Letnie Igrzyska Olimpijskie 2000
| Konkurencja | Eliminacje              | Eliminacje            | Eliminacje           | Repasaże                     | Repasaże            | Klas. końcowa |
| Konkurencja | Przeciwnik I            | Przeciwnik II         | 1/4                  | Przeciwnik I                 | Przeciwnik II       | Miejsce       |
| ----------- | ----------------------- | --------------------- | -------------------- | ---------------------------- | ------------------- | ------------- |
| 73 kg       | Eduardo Manglés (VEN) Z | Miklós Illyés (HUN) Z | Tiago Camilo (BRA) P | Nur ad-Din al-Jakubi (ALG) Z | Jimmy Pedro (USA) P | 7.            |